# Niederbergheim
Niederbergheim ist ein Ortsteil der Stadt Warstein im Kreis Soest in Nordrhein-Westfalen. Zum 31. Dezember 2024 hatte er 1.211 Einwohner.  Er besteht aus den (geographisch) getrennten Teilen Niederbergheim und Oberbergheim.

## Geschichte
Die erste urkundliche Erwähnung stammt aus der Gründungsurkunde des Klosters Grafschaft im Sauerland (Schmallenberg). Diese Urkunde wird auf das Jahr 1072 datiert. Tatsächlich ist diese Urkunde eine Fälschung, wenige Jahrzehnte nach 1072 anzusetzen. Die Erwähnung des Ortes „Berchheim“ (mit dem vermutlich Oberbergheim gemeint ist – siehe aber dazu die Diskussionsseite!) steht jedoch in der letzten Zeile dieser Urkunde. Diese letzte Zeile wurde erst um 1200 der Urkunde angefügt (im Zusammenhang mit Streitigkeiten um Territorium und Zehnt zwischen dem Grafen von Arnsberg und dem Erzbischof von Erzbistum Köln).
Wahrscheinlich gleichzeitig mit der für das Jahr 1308 sicher bezeugten Stadtrechtsbewidmung des benachbarten Ortes Hirschberg durch Junggraf Wilhelm von Arnsberg, sollte auch Bergheim zur Stadt erhoben werden. Diese Stadtrechtsbewidmung wurde vom Erzbischof von Köln, der als Herzog von Westfalen das alleinige Befestigungsrecht hatte, bekämpft. In einem nicht mehr sicher datierbaren Schreiben fordert der Kölner Erzbischof Heinrich von Virneburg seine Städte Soest, Brilon, Rüthen, Marsberg, Geseke, Warstein auf, gegen die begonnenen Befestigungen in Hirschberg und Bergheim vorzugehen. Offensichtlich hatte diese Intervention Erfolg. Während die Befestigung und der Stadtaufbau in Hirschberg um 1340 begonnen werden durfte, wurde Bergheim nie zur Stadt. Als Ort der geplanten Stadt Bergheim vermuten einige Historiker den Bergrücken Borghagen, heute im Bereich der Ortschaft Allagen gelegen. Eine kleine Wall- und Halsgrabenbefestigung könnte aus dieser Zeit stammen. Andere Forscher (z. B. Kraft) sehen aus guten Gründen in Oberbergheim den Ort der beabsichtigten Befestigung.
Neben Niederbergheim, im Bereich des Möhnetals, gibt es als weiteren Ortsteil Oberbergheim auf dem ersten Höhenrücken südlich der Haar. Der landwirtschaftlich geprägte Ort Niederbergheim beherbergte noch Ende des 15. Jahrhunderts ein Kloster der Augustinerinnen.
Steffen von Niederbergheim wurde 1617 Opfer der Hexenverfolgungen in Hirschberg.
Bis zur Kommunalreform, die am 1. Januar 1975 in Kraft trat, gehörte Niederbergheim zur Gemeinde Allagen im Amt Warstein, welche dann zum Ortsteil Allagen der Stadt Warstein wurde. Hiermit verbunden wurde der Wechsel vom Kreis Arnsberg in den Kreis Soest. Erst 1991 wurde Niederbergheim, das, nicht zuletzt durch die räumliche Trennung, eigentlich immer schon eine eigene Identität hatte, ein eigenständiger Ortsteil.

## Infrastruktur
In Niederbergheim kreuzen sich die B 516 und die L 856. Die Auffahrt Soest Ost der A 44 befindet sich in 10 km Entfernung.
Die Buslinie R 51 Soest – Warstein der RLG bedient den Ort im öffentlichen Personennahverkehr.
Im Ort befindet sich ein kommunaler Kindergarten, einige Handwerksbetriebe, eine Bäckerei, mehrere gastronomische Einrichtungen und zwei Campingplätze.
Eine Grundschule gibt es im Nachbarort Allagen, weiterführende Schulen in den Städten Warstein, Rüthen und Soest.

## Religion

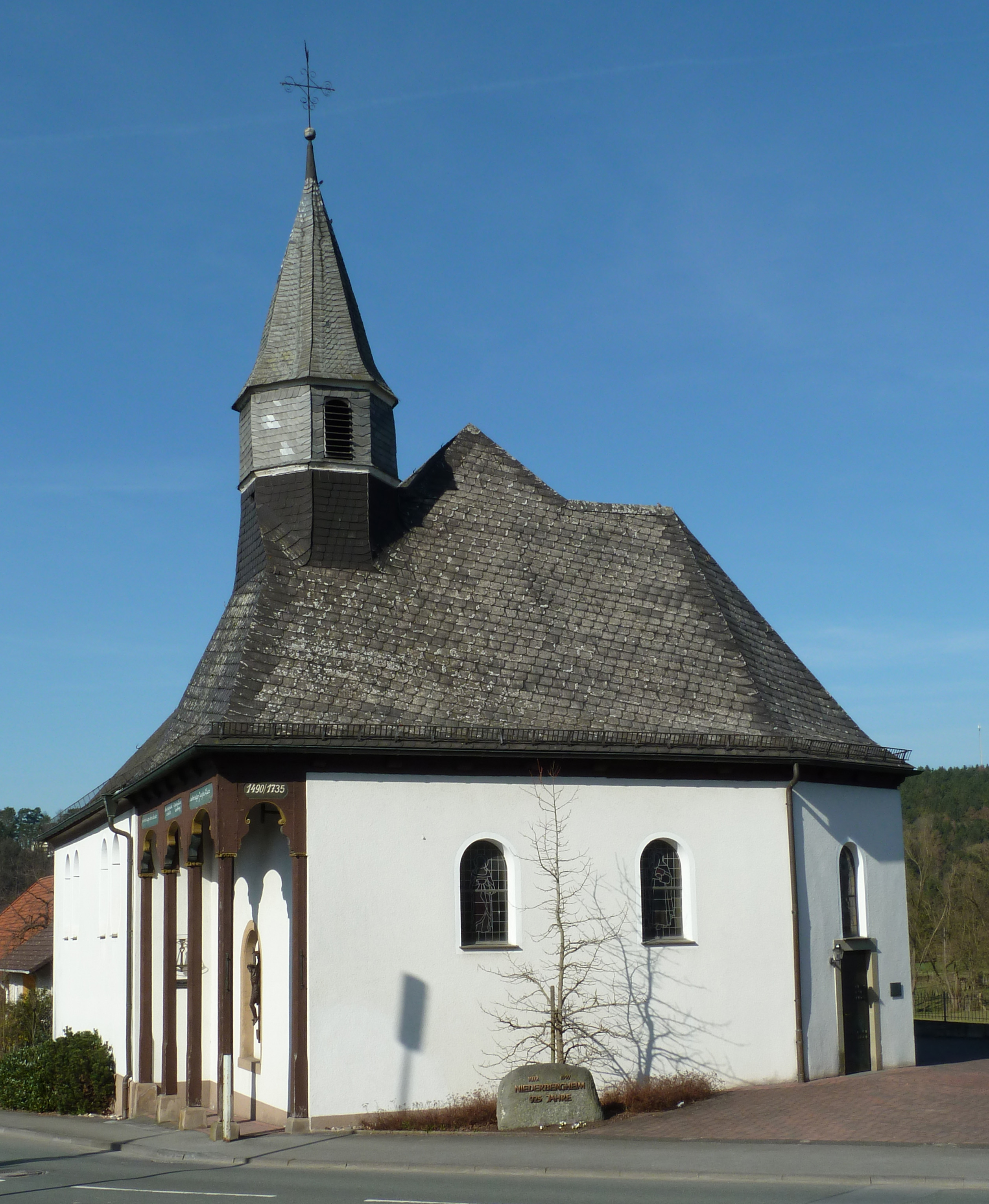
St. Antonius und Luzia Kapelle

Niederbergheim ist Teil der Pfarrgemeinde Allagen-Niederbergheim. Es gehört zum Pastoralen Raum Warstein. Die St.-Antonius-Kapelle verfügt über eine lange Tradition.
Abweichend von den anderen Warsteiner Ortsteilen gehören die evangelischen Mitbürger zur Ev. Kirchengemeinde Neuengeseke-Möhnesee.

## Vereine
- St. Johannes Schützenbruderschaft 1749 e. V. Niederbergheim/Möhne
- Karnevalsgesellschaft Wispelten 1888 e. V. Niederbergheim
- Kapellenverein Niederbergheim 1909 e. V.
- Tambourcorps „Einigkeit“ Niederbergheim e. V.
- Heimatverein Niederbergheim e. V.
- Reiterverein Haar-Möhne e. V.
- KJG Niederbergheim
- Skatclub Möhnebuben Niederbergheim
- TTC Niederbergheim

Die o. g. Vereine führen im Jahreslauf zahlreiche größere und kleinere Veranstaltungen durch.
Am 17. Januar eines jeden Jahres gedenkt der Kapellenverein in einem Gottesdienst und einer Familienfeier des Kapellenpatrons.
Alljährlich in der Karnevalszeit führen die Karnevalisten eine Kindersitzung und eine Kappensitzung durch. Ferner beteiligen sie sich mit einem Prinzenwagen am Karnevalsumzug in Belecke.
In der Regel im Monat Mai richtet der Reiterverein ein über die Grenzen Niederbergheims bekanntes mehrtägiges Reitturnier aus.
Das zentrale Fest im Jahreslauf ist das traditionelle Schützenfest, welches am 3. Wochenende im Juni gefeiert wird. Die Schützenbruderschaft verfügt ferner über eine Schützenhalle, die allen Vereinen und Privatpersonen für ihre Veranstaltungen zur Verfügung gestellt wird.
Gemeinsam mit dem Nachbarort Allagen wird ein Ferienprogramm erstellt, an dem sich alle Kinder, über die Vereinsgrenzen hinaus beteiligen können.

## Sehenswürdigkeiten

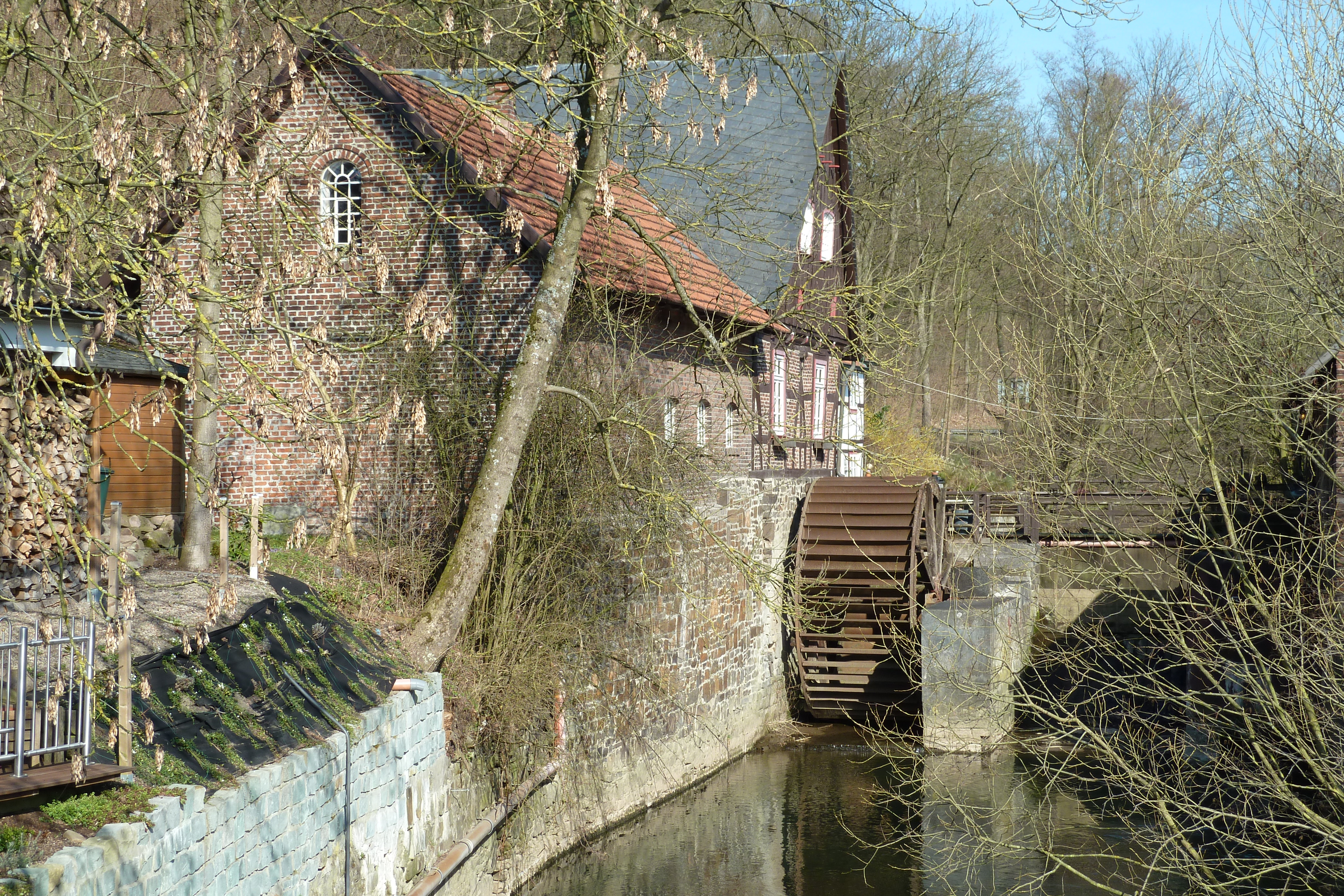
Niederbergheimer Mühle

Die heutige Antoniuskapelle ist um 1490 entstanden und steht vermutlich in einem Zusammenhang mit der oben erwähnten Klostergründung. Der älteste Bauabschnitt ist der heutige Turmteil, im Jahre 1921 fand eine umfangreiche Erweiterung statt. Im Jahr 2014 wurde das komplette Dach und auch der Wetterhahn erneuert sowie die Fassade neu gestrichen.
Die bekannteste Sehenswürdigkeit ist die „Niederbergheimer Mühle“, die im 18. Jahrhundert errichtet wurde. Vermutlich wurde die Möhne schon in der Mitte des 16. Jahrhunderts als Energiequelle genutzt.
Der Heimatverein Niederbergheim hat am Radweg Belecke – Möhnesee ein altes Horizontalgatter als technisches Kulturdenkmal neu errichtet. Es soll daran erinnern, dass über Jahrhunderte zahlreiche Menschen im Dorf von der Waldarbeit und der Holzverarbeitung gelebt haben. Das Gatter stammt aus einem 1978 stillgelegten Niederbergheimer Sägewerk.
Im Südwesten Niederbergheims erhebt sich der Lüsenberg bis in die Höhe von 318 m ü. NN. Erwähnenswert ist die besondere Güte des hier entspringenden Quellwassers.
Das Gebiet des Merpketales (nordwestlich von Ober- bzw. Niederbergheim) ist Anfang 2015 auf Anordnung der Bezirksregierung Arnsberg als Naturschutzgebiet ausgewiesen worden, da es kulturhistorisch wertvoll ist und Lebensraum für seltene Pflanzen- und Tierarten bietet. Die Unterschutzstellung erfolgte gegen die Einwände der Grundstückseigentümer.
Auf der Höhe der Lieth bei Oberbergheim, zwischen Niederbergheim und Allagen, wurde durch die Dorfinitiative Allagen-Niederbergheim im Rahmen des Leader-Projektes 3-Landschaftserlebnis-Wanderwelten der Skywalk Möhnetal errichtet.